# Bula dotcom
Bula dot-com, cunoscută și sub numele boom dot-com, bulă tehnologică și bulă internet, a fost o bulă bursieră cauzată de speculațiile excesive ale companiilor legate de internet la sfârșitul anilor 1990, o perioadă de creștere masivă în utilizarea și adoptarea internetului.